# Calamaria abramovi
Calamaria abramovi là một loài rắn trong họ Rắn nước. Loài này được Orlov mô tả khoa học đầu tiên năm 2009.